# 阿達英雄傳
《阿達英雄傳》（パロ伝～パロD英雄伝～）是90年代初TAKARA將旗下兩大作品魔神英雄傳及魔動王的機械角色，以二頭身比例重新包裝的系列，由於同樣是名作的Q版作品，被視為魔神版的SD GUNDAM。

## 故事及相關角色
本作總共由四大編章組成﹕「七人之勇者編」與「龍之王者編」是連貫的故事，特色是單色印刷說明書包含故事簡介及搞笑四格漫畫。「P.W.C.超激鬥編」及「寶玉之戰士編」屬於另一系列，一改以往輕鬆風格，內容朝向嚴肅戰鬥方向。「P.W.C.超激鬥編」說明書僅有全版戰鬥插圖，沒有四格漫畫連載。「寶玉之戰士編」則在說明書中，加插三版連續漫畫。
而本作大部份角色，名字前面均有英文簡稱，例如D.K.、C.B.等，為作品特色之一。

### 七人之勇者編
平和的阿達尼路世界(パロレルワールド)，突然出現名為「邪虎丸大王」的侵略者，他的首個目標，是名為「侍之國」的地方。
為了打倒魔王，龍騎士王國()的勇者、DK龍王丸、侍龍神丸及聖者S火王，根據傳說中「一旦邪惡出現時，15人的勇者便會出手討伐」的內容，三人一同踏上尋找勇者的征途。

#### D.K.七人眾
龍騎士王國的七人勇者。「D.K.」是龍騎士「Dragon Knight」的簡稱。外型是根據歐洲騎士而設計。
- 龍騎士龍王丸

- 商品編號﹕01

騎士龍神丸的哥哥，七人眾的領袖。
- 武器﹕

火龍首—表面上是龍王丸的額頭，實際上是他的真正本體，可噴出高熱火焰。
飛翔之盾—除了進行防衛，盾牌亦可射出武器，是攻防一體的裝備。
勇者之劍
- 龍騎士龍神丸(ドラゴンナイト龍神丸)

龍騎士龍王丸的弟弟，在冷靜的性格之下，其實燃燒著正義之火。
- 武器﹕

騎士之劍(Knight Blade / ナイトブレード)
手小刀(Hand Knife / ハンドナイフ)
競技盾牌(Shields Athletic / アスレチックシールド)
- 龍騎士

D.K.七人眾成員，未有商品化的角色。
- 龍騎士

- 商品編號﹕05

- 龍騎士戰王丸

- 龍騎士海王丸

D.K.七人眾成員，未有商品化的角色。
- 龍騎士空神丸

D.K.七人眾成員，未有商品化的角色。

#### 侍五人眾
由「侍」所建立的國家。設計來自日本武士。
- 侍龍神丸

- 商品編號﹕02

侍之國的勇者，有一個機械同伴「機動炮台」，兩者可使出炮彈飛人的攻擊技。
- 武器﹕

武士刀Vi-8
高速大刀
- 侍雷王丸

- 侍戰神丸

- 侍

- 侍幻王丸

#### 三聖者
- 聖者S

- 商品編號﹕03

- 聖者龍神丸(Dragon Wizard)

- 商品編號:10

- 聖者空王丸(Phonix Wizare)

- 商品編號﹕12

#### 傭兵
- 戰鬥/CB龍神丸(Combat)

- 商品編號﹕08

本著賞金辦事的傭兵戰士，最初曾受僱於邪虎丸大王。
- 武器﹕

死亡面罩—CB龍神丸的面具兼護目鏡，裝備後會改變說話方式。
火箭炮家寶—CB家族的家傳火箭炮炮
突擊來福鎗—CB家族武器庫中收藏的來福鎗，附有夜視鏡，即使夜間亦能進行攻擊。
格林機關鎗．亂射—沒有瞄準器，只靠亂射進行攻擊的武器。
Zorin劍

#### 邪虎丸大王帝國
- 邪虎丸大王

為征服阿達尼路世界，發動侵略的野心家。
- 武器﹕

無敵邪劍—即使盾牌也能輕易打碎的豪劍。
煞旦魔杖—與額角柏多拉相同材料的魔杖。
帕多拉—可煽動人心隱藏的惡念，亦能飛出並向敵人吸血。
拔刀翼—拔刀的同時張開，可進行威嚇的雙翼
邪魔盾—可將敵人攻擊完全抵擋的盾牌。
- 參謀長官金哥羅(ドンゴロ)

邪虎丸大王的參謀，多數在模型說明書中客串。

##### 四將軍
- 合體將軍．合體達(ガッタイダー)

三為一體的魔神，在續作「龍之王者編」中成為「合體大將軍．合體達」。
- 量産将軍ヘルメタル

- 黄金将軍キングヘラクロス

- 魔導将軍スケルデビル

##### 其他將軍
- 狂戦士ワイバースト

- 一角騎士ユニカイザー

- 魔術師ヘルライガー

- サードガン

- ハングリオン

- フランケン

- コンボス

- サーベイガー

- ハービザン

- ジャンモス

### 龍之王者編
擊退邪虎丸大王的DK龍王丸，得到「木天蓼之劍」的指引，再次走上旅程。另一方面，逃走的邪虎丸大王，浸過強化之泉(Power Up之泉)後，進化為「極惡邪虎丸大王」，並再次率領軍團侵略世界。
同樣經過強化之泉洗禮的極級龍王丸(Great 龍王丸)，與大聖者火王、龍魔導師水王、加上邪虎丸大王的兒子——南十字星邪虎丸(クロスナイト)，組成「龍之勇者四人眾」，征討極惡邪虎丸大王。
為了與更強大的邪虎丸大王對抗，GD龍王丸一行人，出發往星光島(スターライ島)，以喚醒沉睡數百年的聖龍「神聖龍」(神聖ドラゴン)

#### 龍之勇者四人眾
- 極級龍王丸(Great 龍王丸)-->X.G.D.龍王丸

- 商品編號﹕14

DK龍王丸經過強化聖水洗禮後的新姿態，由於熱血性格亦得到提升，因而令身體也相應變成火紅色。與X.K.邪虎丸裝甲合體後，可進化成X.G.D.龍王丸。
- 武器﹕

毀滅龍首—GD龍王丸的真正頭部，在冷靜的白銀色面龐下，隱藏著熾熱的正義火炎。
第六冠—GD龍王丸額上角飾，可發揮野性本能，迅速察覺敵人並進行攻擊。
豪龍刀—封印著猙獰兇猛的龍之魂、DK王國首屈一指的秘劍，除了GD龍王丸，沒人能夠使用。
片肩炮—左肩裝備的長身大炮，可與強化飛翔盾結合成地上炮台。
龍翼—在發射片肩炮時可以進行飛行的翅膀。
必殺﹕火力提升數倍的「超級爆炎彈」
- 大聖者

- 龍魔導師

- 商品編號﹕11

- 南十字星/X.K.邪虎丸jr (クロスナイト)

- 商品編號﹕15

邪虎丸大王的兒子，因為不滿父親而加入龍王丸陣營。身上裝甲可裝到極級龍王丸身上。
- 神聖龍

- 商品編號﹕17

傳說中的巨大聖龍，可變成巡航型態，也是阿達系列中體積最大的模型。
炸彈人 彈珠人爆外傳中出現的機械龍フレアードラゴン，是神聖龍的舊模追加版本。

#### 極惡邪虎丸大王軍團
- 極惡邪虎丸大王

邪虎丸大王被DK龍王丸打敗後，到傳說中的「強化之泉」，經過浸浴後進化的新型態。可與支援魔獸雙頭龍結合，變成失去意識的三首龍「極惡邪虎丸大王．狂龍型態」
武器﹕
邪騎槍—將精神力壓縮後進行攻擊，破壞力驚人。
- 合體大將軍．合體達(ガッタイダー)

前邪虎丸大王帝國四將軍之一、現在則代替東哥羅，成為大王軍團的副官。由暴帝、雷太、靈怖太三人組成，合體後的性格變得更殘暴。
- 分體﹕暴帝

合體達本體、也是邪虎丸大王大伯。兇惡的臉部內，收藏真正頭部「眼頭」，其視線可令敵人畏懼。而長在身上的血盆大口，除了以話術擾亂敵人，亦可咬噬。
- 分體﹕靈太

合體大將軍右腳，可以雷電攻擊。
- 分體﹕靈怖太

合體大將軍左腳，性格陰鬱沉默，可召喚靈魂攻擊。
- 武器﹕壞之斧

吸取大地靈氣，造成強大破壞力的斧頭。
必殺技﹕合體
- 海盜王/KP夏鬼丸

統領阿達尼路世界大河流，被稱為「海洋之王者」、隨風而往，愛好自由流浪旅行，也是深乎人望、燃燒正義之火的戰士。
- 武器﹕

電氣海錨—蘊藏一萬伏待強力電流的巨大海錨，與極樂流星鎚合體，可成為必殺兵器「夏鬼鬥寶輪」。
羅針盾牌—記載整個阿達尼路世界座標的神奇盾牌，只要按照其所示，就必定可以到達目的地。
海王筒—裝在夏鬼丸右臂、表面上相當小巧，卻能將巨大物體射出的萬能大炮。據說是由DK海王丸轉贈。
極樂流星鎚—小型的鐵鏈武器。
帝王海錨角—夏鬼丸角飾，可以補助因戰爭失去左眼的他，偵察敵人，其範圍最遠可至半徑50米。
必殺﹕巨大合體武器．夏鬼鬥寶輪
- 天王丸

KP夏鬼丸的副手。

### P.W.C.超激鬥編
第三章—激鬥! PWC編
名為「地獄大帝黑龍角」的破壞使者，從遙遠的異空間，來到「高科技城市．機械破壞者共和國(Buster Machine)マシンバスター共和国」，企圖奪取共和國最終秘寶「箱」。
為阻止黑龍角，MB戰鬥隊聚集各路英雄，召開名為「PWC」格鬥大會，爭奪世界冠軍，龍神丸、龍星丸及新星邪虎丸，分別發動陸、海、空力量，與黑龍角對抗。

#### 機械破壞者共和國
- M.B大統領

- 情報局長官　M.O（マシンオフィサー）炎神丸

- 国務長官M.O新星空神丸

- 外務長官M.O騎神丸

- 科学技術長官M.OS（スーパー）・ウインザート

- 航空宇宙局長官M.O天王丸

- 総司令官　M.B新星戦神丸

- 陸軍隊長M.T（マシントルーパー）忍神丸

- 海軍隊長M.D（マシンダイバー）夏鬼丸

- 空軍隊長　M.F（マシンファイター）空神丸

#### M.B.三人眾
- 機械破壞者/MB龍星丸(マシンバスター龍星丸)

MB三人組成員、共和國特務隊長，擁有堅韌鬥志的強者，以擁有變形能力而自豪。。
- 變形﹕

龍星Dragon(龍星之龍)
高速移動型態．龍旦轟炸機(龍星ボンバー)
- 機械破壞者/MB龍神丸----> 龍神丸MK-II(マシンバスター龍神丸)

MB三人組成員
- 分體/變形﹕

龍神驅逐艦
分體一﹕龍神爆擊機(龍神ブラスター)—龍神丸雙腳分離後變形的狀態
分體二﹕龍神狩獵者(龍神ハンター)—由龍神丸MK-II雙腳、盾牌及鐳射鎗組成
- 機械破壞者/MB新星邪虎丸(マシンバスター新星邪虎丸)

MB三人組成員，善於水戰。
魔神英雄傳2並無推出新星邪虎丸模型，因此MB新星邪虎丸成為同款魔神唯一有商品化的角色。
- 變形﹕

猛虎型態

#### 其他角色
- 衝鋒執事兄弟．龍神丸(ダッシュバトラーブラザーズ　ブラック新星龍神丸)

#### 黑龍角軍團
- 地獄大帝黑龍角

- 商品編號﹕23

遙遠異空間到來的破壞使者，為滿足野心，四出搶奪各地寶物。
- 分體一﹕暗黑將軍．多魯瑪

有著令人毛骨悚然的骷髏臉，善長埋身肉搏戰、也是黑龍角的本體。
- 武器﹕

十魔(等離子)之劍—發射十字型雷電的魔劍，威力足以將四周敵人擊倒。
- 分體二﹕妖獸鬼．擊加多瑪(gigadoma)

以尾鐮(シッポ鐮)將敵人切斷的冷酷之徒，因為本身是黑龍角雙腳，逃跑速度也特別快。
- 武器﹕

鐮太刀—揮舞一下，速度可達20米風速，並產生強力真空波分金斷石的超級鐮刀。
- 分體三﹕紅魔龍巴古羅瑪

黑龍角的背包，具備黑龍角的頭腦，擁有高智力的雙頭龍。
- 武器﹕

右龍頭的溶岩彈、左頭龍的冷凍波。
必殺技﹕三體合體「黑」、「龍」、「角」!

#### 其他勢力
衝鋒執事邪戰角(Dash Bulter/D.B.邪戰角)
與機械破壞者共和國敵對的魔神，裝備巨大車輪，極之擅長陸戰。
模型版本內藏拉力車零件，將邪戰角倒後拉動再放手，會自動向前衝刺。

### 寶玉之戰士編
天上世界「索多尼亞(ソードニア)」，素來被人民尊祟為神明居住的國家，正面臨威脅，四大國王聯手對抗，覬覦索多尼亞王室相傳的四顆寶玉，而發動侵略的地獄大帝黑龍角。
角色藍本來自另一部外傳、以真人體型重新詮釋魔神英雄傳的外傳作品「超魔神傳說」的相關角色。
- 龍之大師．龍星丸

控制龍之力的皇帝，兩肩龍頭可以射出。原型是「龍帝龍星丸」
- 必殺﹕

龍雷波—龍之大師龍星丸持有的攻擊型寶石「龍之寶玉」，寄宿了龍之魂的力量。將寶石力量與波動劍產生共鳴，便可射出光之龍，威力足以將大陸灰飛煙滅。
- 光之大師．龍神丸

控制光的皇帝，將寶玉的力量光照大地，便可發動十倍巨大變化。
- 武器﹕

光陰之盾
- 必殺﹕

真聖光—發動正義而神聖的光輝「真聖光」包圍全身，可消滅所有邪惡。
羅漢光—使出體內最大力量，令身體巨大化的超大技「羅漢光」，將破壞力提升至極。
- 冰之大師．龍神丸

控制冰的皇帝，特技是變成飛龍形態。
- 必殺﹕

冷鬥破—冰之大師的額頭的冰之寶玉發光，將玉的靈力集中到醒覺之劍上，發動風速800米、足以切斷一切冷鋒。
- 風之大師．新星龍神丸

控制風的皇帝，是四人當中技能最多者。特技是變成鳳凰形態。
- 必殺﹕

雷光彈—射出一百萬伏特的砲擊炮
斬風波—以真空狀態，切斷敵人的。
- 帝皇龍龍星丸

龍之大師龍星丸，集結龍、光、冰、風四大力量而成的最終最強型態。
- 必殺﹕

天龍波—集結四大寶石力量的萬能寶石「天之寶玉」、所發動的超必殺技，結合四石絕技而成，威力最強最大，足以毀滅世界。

#### 黑龍角軍團
- 地獄大帝黑龍角

「P.W.C.超激鬥編」中出現的邪惡角色，在本編中再次出現。最後被帝皇龍龍星丸消滅。

## 漫畫
漫畫版於1990年4月至8月，於月刊「COCO」連載，作者為相庭よた郎。

## 外部連結
- 「阿達英雄傳」模型展示網頁 （页面存档备份，存于）
- 「阿達英雄傳」全模型盒展示圖片[永久]